# Videogiochi nel 1990

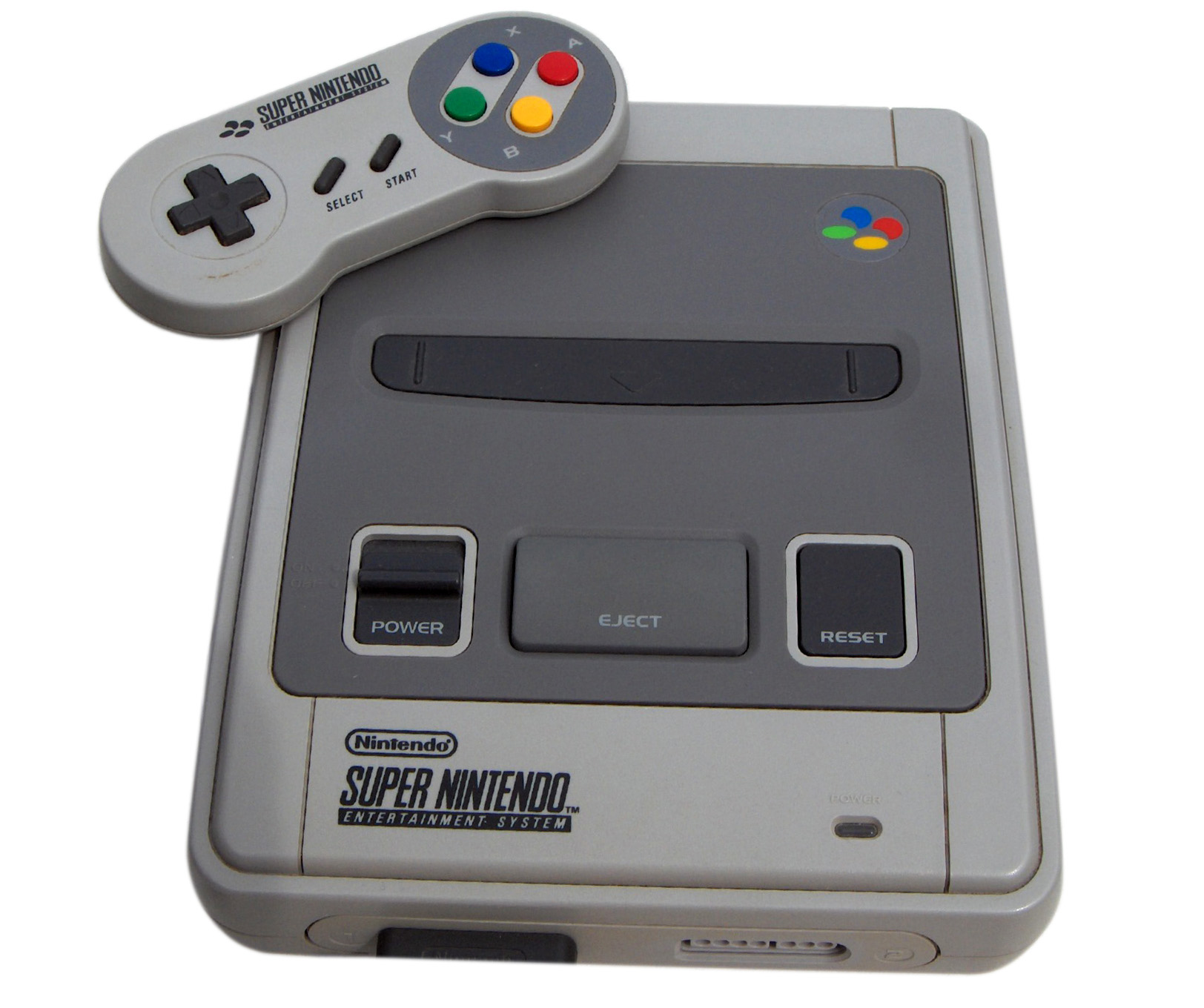
Super Nintendo Entertainment System

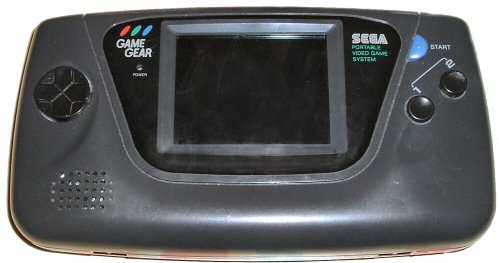
Game Gear

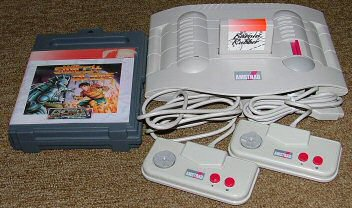
Amstrad GX4000

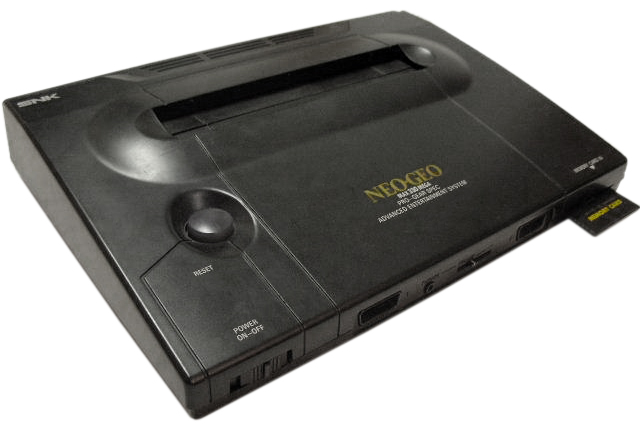
Neo Geo

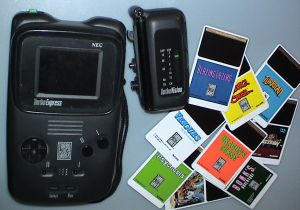
PC Engine GT

Eventi rilevanti avvenuti nell'industria dei videogiochi nel 1990. 
Per un elenco delle voci su giochi usciti nell'anno vedi Categoria:Videogiochi del 1990.

## Eventi

### Aziende
- 7 dicembre — Viene fondato il Team17, destinato alla fama mondiale con serie come Worms e Alien Breed[1].
- Viene fondata la Looking Glass Studios.
- Viene fondata l'Eidos Interactive.
- Viene fondata Revolution Software.

### Hardware
- 26 aprile — SNK lancia la console Neo Geo Advanced Entertainment System (AES) in Giappone, entrando così nel settore casalingo. Il 22 agosto esce anche in America[1].
- 6 ottobre — SEGA mette in vendita la console portatile Game Gear in Giappone, estendendo la sua storica rivalità con la Nintendo anche al settore portatili[1].
- 21 novembre — Nintendo mette in vendita il Super Famicom in Giappone, dove riceve grande entusiasmo. È il successore del NES, all'epoca la console più diffusa al mondo[1].
- 30 novembre — SEGA mette in vendita il Sega Mega Drive in Europa, dopo i buoni successi in Giappone e Nordamerica[1].
- Esce l'adattatore Game Genie sviluppato dalla Codemasters.
- NEC presenta la console portatile PC Engine GT.
- NEC mette in vendita la console PC Engine in Europa.
- Amstrad termina la produzione dello ZX Spectrum.
- Amstrad mette in vendita la console Amstrad GX4000.

### Giochi
- 20 luglio — Konami pubblica Metal Gear 2: Solid Snake per MSX2, dopo il quale sostanzialmente abbandona il settore computer per dedicarsi solo ad arcade e console[1].
- 21 novembre — Il lancio giapponese del Super Famicom è accompagnato dai due storici successi Super Mario World e F-Zero[1].
- LucasArts pubblica The Secret of Monkey Island, primo capitolo della serie Monkey Island.
- Origin Systems pubblica Wing Commander, primo episodio della serie Wing Commander.
- Cinemaware pubblica Wings.
- Factor 5 pubblica Turrican.

### Classifiche
- I titoli più venduti sono, nell'ordine, Super Mario Bros. 3 (di gran lunga primo con 17 milioni di copie in poche settimane), Speedball 2, The Secret of Monkey Island, Kick Off 2, Wing Commander, Final Fantasy III, King's Quest V, Wings, Ultima VI, Rise of the Dragon[1].
- I maggiori successi in sala giochi sono Smash TV, Pit-Fighter, Mercs, G-LOC: Air Battle, Double Dragon 3, Final Lap 2, Rolling Thunder 2, Rampart, NAM-1975, GP Rider[1].
- I sistemi più diffusi sono NES, Game Boy, Amiga 500, Commodore 64, Sega Mega Drive, PC (in crescita grazie all'affermarsi del video VGA), Sega Master System, Super Famicom, Amstrad CPC, ZX Spectrum[1].
- Gli editori con più fatturato sono Nintendo (con ampio distacco), Commodore, Sega, U.S. Gold, Ocean Software, LucasArts, Taito, Capcom, SNK, Origin Systems[1].

### Altro
- 8 marzo — si inaugura il Nintendo World Championship 1990 nordamericano, un antesignano degli sport elettronici[1].